# Geissois montana
Geissois montana är en tvåhjärtbladig växtart som beskrevs av Eugène Vieillard och Brongn. & Gris. Geissois montana ingår i släktet Geissois och familjen Cunoniaceae. Inga underarter finns listade i Catalogue of Life.